# Пахоменко, Мария Леонидовна
Мари́я Леони́довна Пахо́менко (25 марта 1937 года, Ленинград — 8 марта 2013 года, Санкт-Петербург) — советская и российская эстрадная певица. Народная артистка России (1998).

## Биография
Мария Пахоменко родилась 25 марта 1937 года в Ленинграде. Мать, Дарья Михайловна, и отец, Леонид Антонович, были родом из деревни Лютня Краснопольского района Белорусской ССР. Детей в семье родителей было четверо: Иван, Мария, Людмила и Галина.
Училась в обычной школе, музыкального образования не получила. Закончила машиностроительный техникум при Кировском заводе. Работала на заводе «Красный Треугольник».
Прошла по конкурсу и начала петь в женском квартете под руководством Валентина Акульшина Дворца культуры имени Ленсовета. В составе этого коллектива была единственной самоучкой.
Первый успех пришёл в 1963 году, после сольного дебюта на радио с песней «Качает, качает, качает...» (А. Колкер — К. Рыжов), написанной к спектаклю театра имени Комиссаржевской «Иду на грозу» (режиссёр — М. Сулимов). С этого же года стала солисткой Ленинградского эстрадного оркестра под руководством А. Бадхена при «Ленконцерте».
В 1964 году песня «Опять плывут куда-то корабли», исполненная Пахоменко на радиостанции «Юность», заняла первое место на конкурсе, проводимом в эфире. Певица записала на радио дуэты с Эдуардом Хилем, с которым исполнял песни «Журавль в небе» и «Птенчики», снималась на телевидении с ВИА «Поющие гитары»
В 1960—1980-х годах Мария Пахоменко была одной из самых популярных звёзд советской эстрады. Песни в её исполнении звучали в программах многих радиостанций и на телевидении. Гастролировала по СССР и за рубежом (пела во Франции, Италии, на Кубе, в Югославии, Польше, Германии, Чехословакии, Болгарии, Финляндии). Про неё снято много музыкальных фильмов, один из которых, выпущенный в Польше, был приобретён 13 странами мира, включая Японию.
В 1968 году была удостоена первого места на Международном конкурсе «МИДЕМ» — MIDEM (Marché International du Disque et de l’Edition Musicale), Канны, Франция, с вручением приза «Нефритовая пластинка» как исполнительнице, которая в 1968 году имела рекордное количество выпущенных дисков (около 2,6 млн).
В 1971 году первой из советских эстрадных певиц удостоена Гран-при на международном конкурсе «Золотой Орфей» в Болгарии.
Мария Пахоменко привнесла на эстраду свой стиль исполнения, сочетающий в себе эстрадное пение с народными интонациями. Многие ведущие советские композиторы и поэты доверяли певице первое исполнение своих сочинений: «Ненаглядный мой» (А. Пахмутова — Р. Казакова), «Мужчины» (Э. Колмановский — В. Солоухин), «Разговоры» (Э. Ханок — Г. Серебряков), «Вальс при свечах» (О. Фельцман — А. Вознесенский), «Подсолнухи» (В. Кулаков — Э. Кузнецов) и так далее. Сценический успех Пахоменко во многом связан с песнями Колкера — «Опять плывут куда-то корабли» (стихи И. Кашежевой), «Стоят девчонки», «Печальная», «Красивые слова», «Признание», романс Лиды из мюзикла «Свадьба Кречинского» (всё на стихи К. Рыжова). Певица воскресила многие песни прошлых лет — «Матросские ночи» и «Не тревожь ты себя, не тревожь» В. Соловьёва-Седого, «Лучше нету того цвету» (М. Блантер — М. Исаковский) и «К нам в Саратов» (М. Фрадкин — Л. Ошанин) и др. Композиторы Сергей Слонимский и Валерий Гаврилин записали с Марией Пахоменко свои музыкальные циклы в жанре камерной музыки.
Пела на всех ведущих сценах СССР и Европы, в том числе в парижском зале «Олимпия», после выступления в котором французский продюсер Бруно Кокатрикс выпустил её мини-диск.
С 1982 года в течение семи лет работала ведущей на ленинградском ТВ в цикле программ «Приглашает Мария Пахоменко».
Восемь лет подряд входила в состав жюри международного фестиваля русского романса им. Изабеллы Юрьевой, который проходил в Таллине.
В 1976 году Марии Пахоменко было присвоено звание заслуженной артистки РСФСР.

Мария Пахоменко с Золотым орфеем в 1971 году

Мария Пахоменко в 1973 году

В 1998 году Пахоменко было присвоено звание народной артистки Российской Федерации.
Мария Пахоменко скончалась 8 марта 2013 года на 76-м году жизни, пробыв менее суток в отделении реанимации и интенсивной терапии петербургской Городской больницы № 2 с диагнозом «пневмония»; последние семь лет она страдала болезнью Альцгеймера.
Похоронена 10 марта на Комаровском кладбище в посёлке Комарово в Санкт-Петербурге. В сентябре 2014 года на могиле певицы дочь установила памятник (художник Валентин Серафимович, скульптор Геннадий Вьюнов).

## Участие в Песне года
1.	Финал. Песня-71 — Ненаглядный мой (Александра Пахмутова — Римма Казакова)
2.	Финал. Песня-71 — Признание (Александр Колкер — Ким Рыжов)
3.	Финал. Песня-74 — Не тревожь ты себя (Василий Соловьёв-Седой — Михаил Исаковский)

Могила на Комаровском кладбище

4.	Финал. Песня-76 — Дударики (Игорь Лученок — Анатолий Гречанников)

Мария Пахоменко в 1984 году

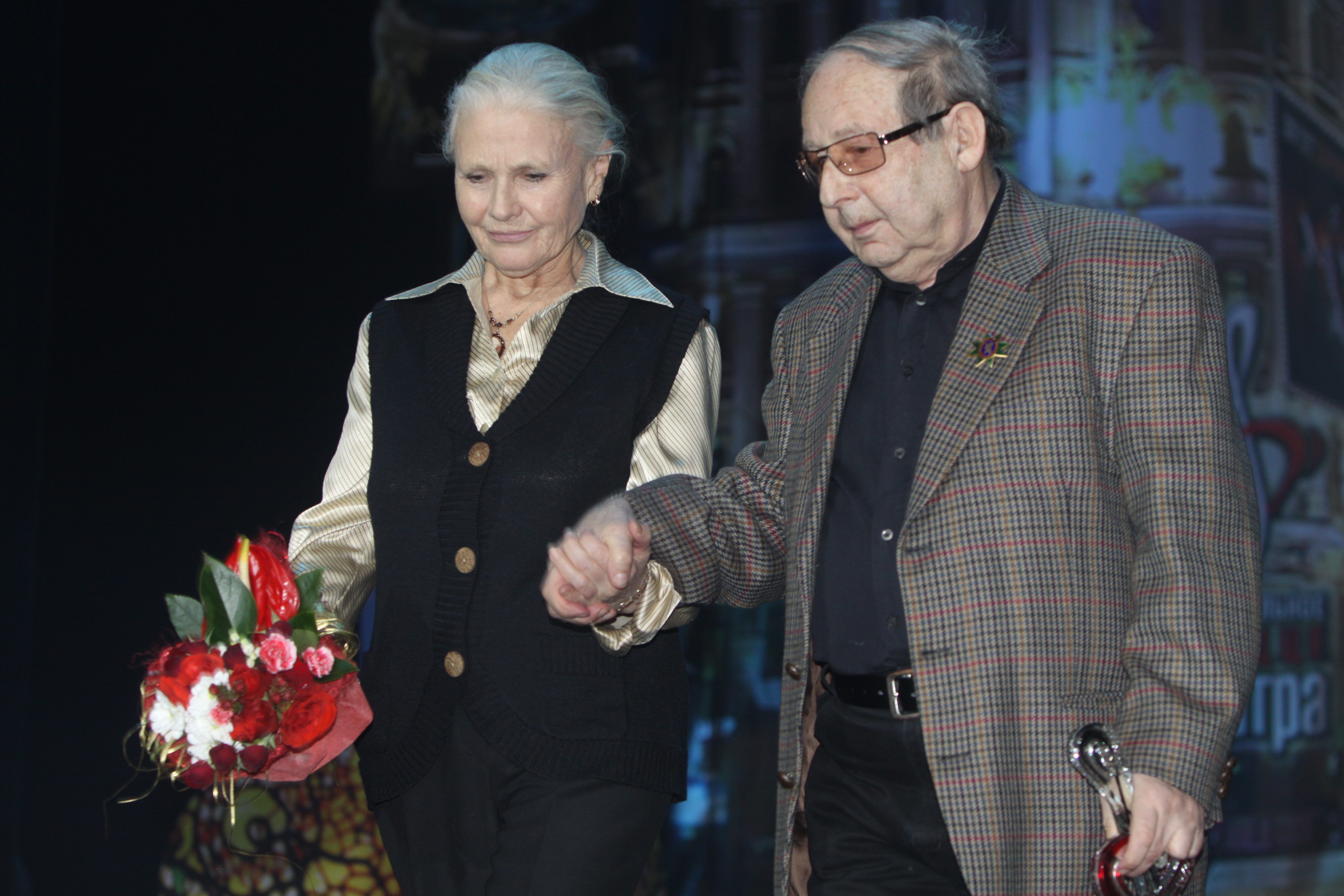
Мария Пахоменко с мужем Александром Колкером 2009 год

5.	Финал. Песня-76 — Матросские ночи (Василий Соловьёв-Седой — Соломон Фогельсон)

## Семья
Супруг (с 1958 по 2013) — Александр Наумович Колкер (1933—2023), советский и российский композитор. Похоронен в Санкт-Петербурге наСмоленском кладбище.
- Дочь — Наталья Александровна Пахоменко (род. 1960), в 1982 году окончила актёрский факультет ЛГИТМиКа. Потом режиссёрский факультет и аспирантуру в Академии культуры. В течение десяти лет солировала в «Ленконцерте», в конце 1980-х годов в конкурсе «Розыгрыш» на Ленинградском телевидении исполнила песню «Пластилиновые облака» и стала победительницей. Позже вышла пластинка с таким же названием с песнями. Исполнила несколько эпизодических ролей в фильмах. 5 лет работала режиссёром в детском музыкальном театре, преподавала актёрское мастерство и сценическую речь в Академии культуры[8]. Работала музыкальным редактором на «Радио Россия».
  - Внучка — Мария. После школы училась на факультете журналистики Санкт-Петербургского университета, в студенчестве работала на «Радио России» и снималась в фильмах. Затем жила в Израиле[источник не указан 73 дня].

### События в феврале 2012 года
В петербургских, а затем и общероссийских средствах массовой информации сообщили, что сотрудники полиции разыскивают народную артистку России, певицу Марию Пахоменко, которая в среду 15 февраля 2012 года ушла из квартиры мужа в Петербурге и до ночи не вернулась. После того, как через СМИ были распространены приметы и фотография М. Пахоменко, в четверг 16 февраля она была опознана охранниками торгового центра «Меркурий». Ночью она была госпитализирована по поводу закрытой черепно-мозговой травмы (сотрясение головного мозга, подкожная гематома левой височной области);. При вторичном обследовании обнаружены множественные переломы грудной клетки.

## Дискография[13][14]
Первые записи певицы изданы в 1964 году на гибких грампластинках в журнале «Кругозор». Первая грампластинка-миньон М. Пахоменко — «Песни А. Колкера» — выпущена в 1966 году и включала популярнейшую песню «Стоят девчонки» (А. Колкер — К. Рыжов).
В 1968 году было продано более двух с половиной миллионов грампластинок Марии Пахоменко, что отмечено «Нефритовой пластинкой» — престижной международной премией, вручаемой в Каннах.
Первый диск-гигант с популярными песнями в исполнении М. Пахоменко был выпущен фирмой грамзаписи «Мелодия» в 1970 году. Песня «Когда смеялись львы» (И. Цветков — Я. Голяков) из этого альбома стала шлягером. «Мелодия» выпускала грампластинки певицы вплоть до 1984 года. Дискография М. Пахоменко насчитывает более 30 наименований, в том числе десять дисков-гигантов.
Компакт-диски с лучшими песнями певицы выпущены в серии «Имена на все времена» (2002) и в серии «Золотая мелодия» (компакт-диск «Любовь останется», 2005).

## Мария Пахоменко на грампластинках "Кругозор"
● 1964 год «Кругозор 5» ― Песня «Качает, качает» (А. Колкер — К. Рыжов)
● 1964 год «Кругозор 8» — Песня «Мне выпало счастье» (А. Колкер ― К. Рыжов)
● 1965 год «Кругозор 6» — Песня «Принцесса и синяя страна» (А. Колкер ― В. Иверни)
● 1966 год «Кругозор 11» ― Песня «Утоли мои печали» (А. Колкер — И. Кашежева) 
● 1966 год «Кругозор 4» ― Песня «Красивые слова» (А. Колкер — К. Рыжов) 
● 1966 год «Кругозор 12» ― Песня «Песня светится твоей улыбкою» (Н. Мартынов — И. Кашежева)
● 1968 год «Кругозор 7» ― Песня «Эй, ухнем» (А. Колкер — К. Рыжов)
● 1968 год «Кругозор 10» ― Песня «Печальная» (А. Колкер — К. Рыжов)
● 1969 год «Кругозор 10» ― Песня «Мне сегодня приснилась песня» (Н. Мартынов — В. Никитин)
● 1970 год «Кругозор 3» ― Песня «Журавль в небе» с Эдуардом Хилем (А. Колкер — К. Рыжов)
● 1970 год «Кругозор 3» ― Песня «Чудо кони» (А. Колкер — К. Рыжов)
● 1970 год «Кругозор 10» ― Песня «Осень» (Я. Дубравин — В. Жук)
● 1971 год «Кругозор 10» ― Песня «Дон кихот» (В. Райчев — рус. текст В. Орлов)
● 1972 год «Кругозор 4» — Песня «Речные страдания»  (Э. Ханок — С. Островский)
● 1974 год «Кругозор 2» — Песня «Разговоры»  (Э. Ханок — Г. Серебряков)
● 1976 год «Кругозор 2» — «Фрагменты Песнохорки»  (С. Слонимский — Сл. народные)
● 1977 год «Кругозор 7» —  Песня «За высокими горами»  (М. Блантер — И. Сельвинский)
● 1978 год «Кругозор 5» —  Песня «Знать, случились холода»  (Ю. Семёнов — Г. Горбовский)
● 1983 год «Кругозор 10» — Песня «Тучи над городом встали» (П. Арманд)
● 1983 год «Кругозор 10» — Песня «Сила любви» (А. Колкер — В. Вербин)

## Мария Пахоменко на виниле
● 1966 год «Песни Александра Колкера поёт Мария Пахоменко»
● 1970 год «Мария Пахоменко»
● 1971 год «Мария Пахоменко»
● 1972 год «Мастера искусств Ленинграда» Мария Пахоменко и Эдуард Хиль
● 1974 год «Мария Пахоменко»
● 1976 год «Мастера советской эстрады в грамзаписи» Мария Пахоменко
● 1978 год «Мария Пахоменко»
● 1980 год «Мария Пахоменко»
● 1982 год  «Эдуард Хиль и Мария Пахоменко»
● 1984 год  «Другу» Мария Пахоменко

## Фильмография
- 1967 «Личная жизнь Кузяева Валентина» — песня «Это не секрет» (А. Колкер — К. Рыжов) с ансамблем «Поющие гитары»
- 1968 «В день свадьбы»
- 1968 «Город и песня» — (фильм-концерт)
- 1968 «Москва в нотах» (телефильм-концерт) — песня «Стоят девчонки»
- 1968 «Адрес песен — молодость» (короткометражный) — исполнение песен, главная роль
- 1970 Бушует «Маргарита» — исполнение песни «Чудо-кони»
- 1970 «А людям песня так нужна» (фильм-концерт) — исполнение песен, главная роль
- 1971 «Поёт Мария Пахоменко»
- 1972 «Москва в нотах» (телефильм-концерт) — песня «Стоят девчонки»
- 1972 «Песня о добром человеке» (документальный)
- 1973 «Умные вещи» — песня «Яблочко румяное»
- 1973 «Спойте нам песни свои» (музыкальный телефильм) — исполнение песен, главная роль
- 1974 «Любовь земная» — песня «Сладка ягода»
- 1975 «Любовь останется» (фильм-концерт) — исполнение песен, главная роль
- 1976 «Опровержение» — песня «Тихие города» (Ю. Саульский — И. Шаферан)
- 1976 «Сладкая женщина» — вступительная песня «Над рекою печальная звёздочка повисла» (стихи Глеба Горбовского)
- 1979 «В песне жизнь моя» (фильм-концерт) — песня «Ненаглядный мой»
- 1982 «Монологи» (музыкальный телефильм, «Лентелефильм») — исполнение песен, главная роль
- 1986 «Разлучные песни» (фильм-концерт) — исполнение песен, главная роль
- 2012 «Цвет черемухи» — песня «В этом я не виновата»
- 2023 «Atomic Heart» — песня «Стоят девчонки»

### Документальное кино
- 2009 — «Синее море…белый пароход…Валерия Гаврилина» (документальный)
- 2009 — «Формула счастья Марии Пахоменко» (документальный)
- 2022 — «Мария Пахоменко. Объяснение в любви» (документальный)

## Награды и признание
- 1-е место на конкурсе, проведённом радиостанцией «Юность» (1964) — за исполнение песни «Опять плывут куда-то корабли»
- 1-е место (приз «Нефритовая пластинка») на международном конкурсе грамзаписей MIDEM в Каннах (1968)
- Гран-при на международном конкурсе «Золотой Орфей» (Болгария, 1971) — за песню «Ненаглядный мой» (А. Пахмутовой) и песню «Дон Кихот» болгарского композитора Райчева.
- Заслуженная артистка РСФСР (1976)
- Народная артистка Российской Федерации (1998) — За большие заслуги в области искусства[20]
- Кавалер ордена «Звезда созидания» (Санкт-Петербург, 2001)